# ベールクト宇宙服

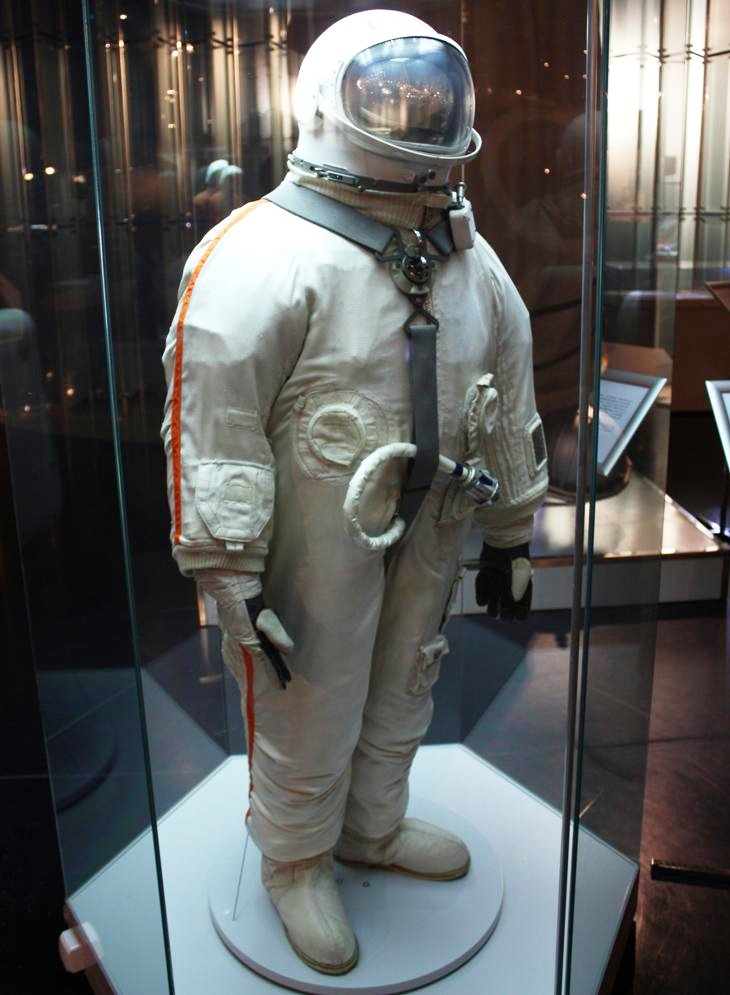
ベルクート宇宙服

ベールクト宇宙服（ベールクトうちゅうふく、ロシア語:Скафандр Беркутスカファンドル・ビェールクト）はボスホート2号ミッションによる世界初の宇宙遊泳に使用された宇宙服。NPP ズヴェズダが1964年、65年に開発した。SK-1宇宙服の改良型で、ボスホート2号のクルーのみが使用した。

## 性能
この宇宙服は2つの圧力設定（0.27 atm, 0.40 atm）が可能だった。生命維持装置はバックパックに収納しており、45分間の活動に必要な、十分な量の酸素を供給出来た。宇宙服を着た状態での運動は著しく制限された。
アレクセイ・レオーノフが宇宙遊泳を行った際には気圧が上がりすぎて服全体が膨張し、手を握ることも出来ず、エアロックを通って船内に戻ることが出来なくなったため、与圧バルブを開いて空気を逃がして漸く事なきを得た。
- 用途 : 船内活動（IVA）、および船外活動（EVA）[1]
- 運用時の圧力: : 400 hPa[1]
- 服の重量 : 20 kg[1]
- バックパックの重量 : 21.5 kg[1]
- 合計重量 : 41.5 kg[1]
- 生命維持 : 45分[1]